# Marcusenius altisambesi
Marcusenius altisambesi är en fiskart som beskrevs av Kramer, Skelton, van der Bank och Michael Wink 2007. Marcusenius altisambesi ingår i släktet Marcusenius och familjen Mormyridae. IUCN kategoriserar arten globalt som livskraftig. Inga underarter finns listade i Catalogue of Life.